# Rosenhof (Osnabrück)

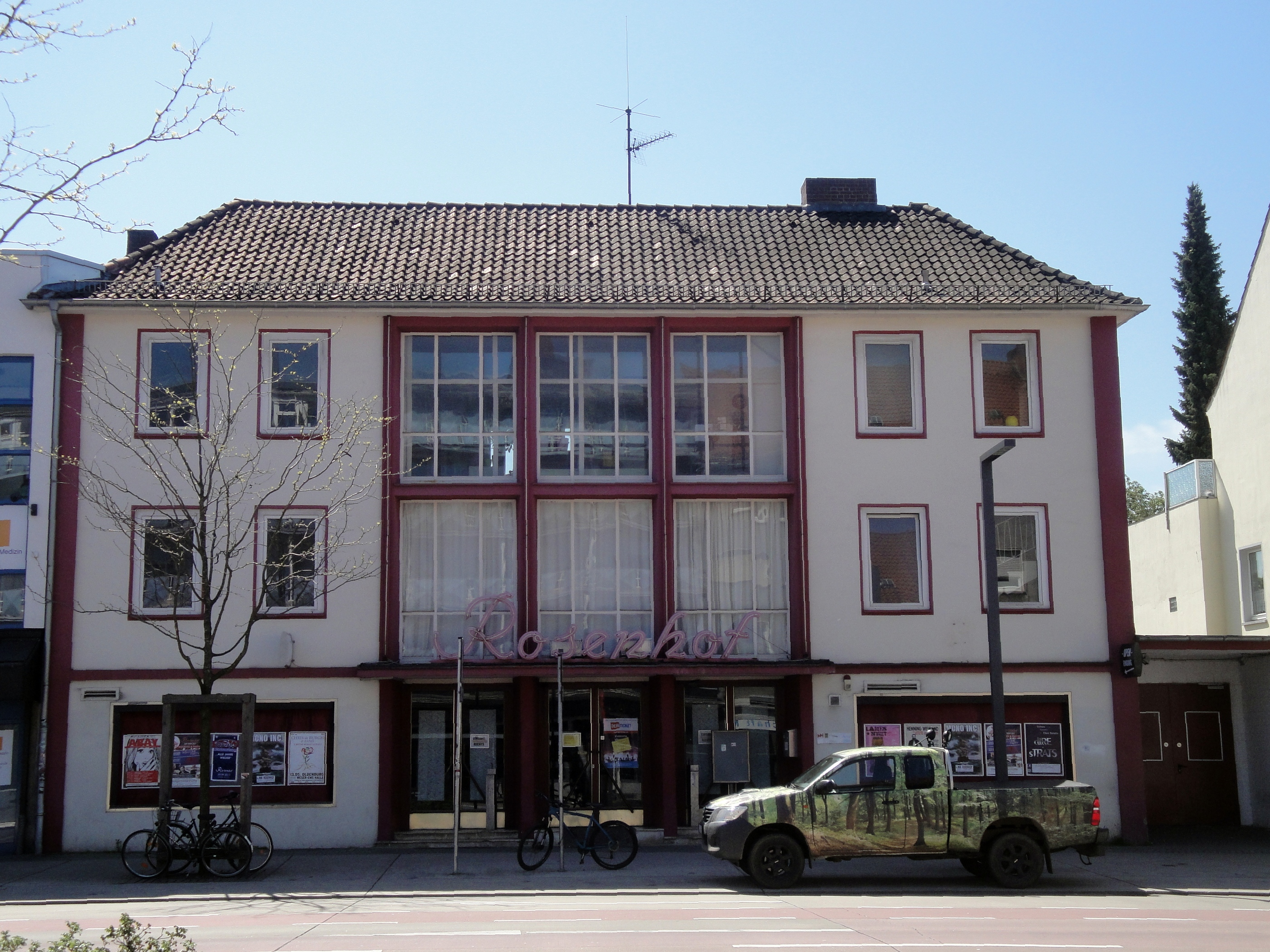
Der Rosenhof in Osnabrück

Der Rosenhof in Osnabrück zählt neben dem Hyde Park und der OsnabrückHalle zu den wichtigsten Konzert- und Veranstaltungsstätten der Stadt. Er ist am Rosenplatz am südlichen Rand der Osnabrücker Innenstadt gelegen.

## Historie
Bevor das heutige als Rosenhof bekannte Gebäude als Rosenhof-Kino erbaut und eröffnet wurde, gab es schon ab 1937 ein Rosenhof-Kino am Standort des alten Akzisehauses an der Johannisstraße. Zwar war das Akzisehaus an der Johannisstraße schon 1933 abgerissen worden und der Kinobau fertiggestellt, jedoch wurde der Betrieb des Kinos zunächst von der örtlichen NSDAP verweigert.
In der Nachkriegszeit wurde am Rosenplatz das neue Rosenhof-Kino errichtet. Bei der Eröffnung des Kinos am 29. September 1953 waren als Ehrengäste unter anderem Egon Friemann sowie Vertreter von Verwaltung und der Kirchen anwesend. Der Saal des Kinos hatte ein Fassungsvermögen von 780 Plätzen, dieser wurde aber nach dem Verkauf an die UFA 1983 auf fünf kleinere Säle aufgeteilt. 1987 übernahm die CinemaxX von Hans-Joachim Flebbe das Gebäude des Kinos und versuchte daraufhin die UFA aus dem Gebäude herausbekommen, um ein eigenes Kino darin zu betreiben. Hierdurch entwickelte sich der Osnabrücker Kino-Krieg.
Im April 1990 endete die Zeit der UFA und die CinemaxX übernahm den Spielbetrieb, der 1992 nach erneuten Umbau die Wiedereröffnung feierte. Die UFA betrieb von 1997 bis Oktober 2002 wiederum das Rosenhof-Kino, ehe der Kinobetrieb endgültig endete.
Nachdem es zunächst Pläne für eine Neunutzung als Kultur- und Stadtteilzentrum seitens eines Anbieters der lokalen Gastronomieszene gegeben hatte, wurden das ehemalige Kino schließlich zu einem privatwirtschaftlich betriebenen Veranstaltungszentrum umgebaut. Seither stellt der Rosenhof als überregional bedeutender Austragungsort von Konzerten und Partys sowie Comedyprogrammen und Lesungen verschiedener Art eine der wichtigsten Institutionen der Osnabrücker Veranstaltungsszene dar.
Seit 2005 findet das Jahresabschlusskonzert der Donots im Rosenhof statt. Diese Tradition entstand aus der Absage eines Auftritts auf der Maiwoche 2001. In den ersten Jahren wurde das Konzert im Hyde Park gehalten, ehe es zum Rosenhof wechselte.
Im Rosenhof ist die Eventagentur Goldrush Productions ansässig, diese veranstaltet auch das jährlich in Osnabrück stattfindende Musikfestival Schlossgarten Open Air.